# Ronald Stephen Hendel
Ronald Stephen Hendel ist ein US-amerikanischer Judaist und Hochschullehrer.

## Leben
Er erwarb den A.B. 1981 an der Harvard University mit Schwerpunkt auf Folklore und Mythologie, den M.A. 1984 an der Harvard University am Department für Sprachen und Zivilisationen des Nahen Ostens und den Ph.D. in biblischer Geschichte und nordwestsemitischer Philologie 1985 an der Harvard University am Department für Sprachen und Zivilisationen des Nahen Ostens. Von 1985 bis 1999 war er Assistant und Associate Professor am Department of Religious Studies der Southern Methodist University. Seit 1999 ist er Professor am Department of Near Eastern Studies der University of California, Berkeley (seit 2001 Norma and Sam Dabby Professor of Hebrew Bible and Jewish Studies).
Seine Forschungsinteressen sind Textkritik, hebräische Bibel, altorientalische Religion und Mythologie und nordwestsemitische Linguistik.

## Schriften (Auswahl)
- The epic of the patriarch. The Jacob cycle and the narrative traditions of Canaan and Israel. Atlanta 1987, ISBN 1-55540-184-8.
- als Herausgeber: The Text of Genesis 1–11. Textual Studies and Critical Edition. Oxford 1998, ISBN 0-19-511961-4.
- Remembering Abraham. Culture, Memory, and History in the Hebrew Bible. Oxford 2005, ISBN 0-19-517796-7.
- The Book of Genesis. A Biography. Princeton 2013, ISBN 0-691-14012-X.